# アフマド・ナワーフ・アル＝アフマド・アッ＝サバーハ
アフマド・ナワーフ・アル＝アフマド・アッ＝サバーハ（アラビア語: أحمد النواف الأحمد الصباح, Aḥmad al-Nawwāf al-Aḥmad al-Ṣabāḥ, 文語アラビア語発音：アフマド・アン＝ナウワーフ・アル＝アフマド・アッ＝サバーフ、1956年 - ）は、クウェートの政治家。同国首相、副首相、内務大臣、ハワリ県知事を歴任した。父は同国前首長のナワーフ・アル＝アフマド・アル＝ジャービル・アッ＝サバーハで、アフマドは長男にあたる。
父親の名前を示す部分のアラビア語発音はナウワーフ（Nawwāf すなわち Nauwāf）だが、日本語ではナワーフまたはナッワーフとも表記されることが多い。。

## 来歴
1956年、クウェート市生まれ。クウェート大学にて商学士を取得し、1985年の軍事訓練を経て中尉となる。1986年より警察で働き始め、その後内務省に入省、次官補を務めた。またスポーツの世界ではサッカークラブであるアル・アラビ・クウェートの総会会員となり黄金期にディレクターを務めたほか、1988年にはクウェートサッカー協会の会員となっている。2014年にハワリ県知事に任命。2020年9月に父親のナワーフが首長に就任すると国家警備隊の副長官に任命された。
2022年2月、選挙で選出された閣僚に対する、議会による恣意的な質問が行われたとして内務大臣と国防大臣が辞任し、アフマドが後任の副首相兼内務大臣に任命され、2022年3月15日に就任宣誓を行った。同年4月5日にはサバーハ首相が辞表を提出し、7月24日にミシュアル皇太子より首相に任命された。新内閣は8月1日に承認され、翌2日にミシュアル皇太子が政府と議会の対立を打開する目的で議会の解散と、2カ月以内の総選挙実施を含む法令を発布した。9月28日に執行された総選挙では50議席中、野党が28議席を獲得。10月2日にいったん辞任を表明して5日に再任され、内閣改造を行った。
個人債務を救済する法案の成立を要求する議会と対立したことを受けて2023年1月23日に辞意を表明し、26日にナワーフがこれを承認する首長令を発令した。3月5日、ミシュアル皇太子より首相に再任された。3月19日、憲法裁判所が2022年9月に執行された国民議会選挙を無効とし、以前の議会を復活させる判決を下したため、6月6日に再選挙が執行され、野党が29議席を占め再び過半数となり、翌7日にナワーフが内閣総辞職を了承。13日にミシュアル皇太子より首相に再任され、組閣を要請された。同年12月16日にミシュアルが兄ナワーフ崩御により首長に即位し、翌2024年1月4日にモハマド元副首相が新首相に任命されたことでアフマドは首相を退任した。